# Lancaster (Kentucky)
Pour les articles homonymes, voir Lancaster.
La ville de Lancaster (prononcé localement [ˈlæŋkəstər]) est le siège du comté de Garrard, dans l'État du Kentucky, aux États-Unis. Elle comptait 3 442 habitants lors du recensement de 2010.

## Source
- (en) Cet article est partiellement ou en totalité issu de l’article de Wikipédia en anglais intitulé « Lancaster, Kentucky » (voir la liste des auteurs).